# Lacroixina
Lacroixina es un género de foraminífero bentónico de la familia Pseudobolivinidae, de la superfamilia Spiroplectamminoidea, del suborden Spiroplectamminina y del orden Lituolida. Su especie tipo es Textularia cochleata. Su rango cronoestratigráfico abarca el Holoceno.

## Discusión
Clasificaciones previas incluían Lacroixina en el suborden Textulariina del Orden Textulariida, o en el orden Lituolida sin diferenciar el suborden Spiroplectamminina.

## Clasificación
Lacroixina incluye a la siguiente especie:
- Lacroixina cochleata